# Kaster (ort)
Kaster är en ort i Belgien.   Den ligger i provinsen Västflandern och regionen Flandern, i den västra delen av landet, 60 km väster om huvudstaden Bryssel. Kaster ligger 32 meter över havet och antalet invånare är 803.
Terrängen runt Kaster är platt. Runt Kaster är det tätbefolkat, med 331 invånare per kvadratkilometer.. Närmaste större samhälle är Kortrijk, 16,3 km väster om Kaster. 
Trakten runt Kaster består till största delen av jordbruksmark.